# Geloofsverkondiger

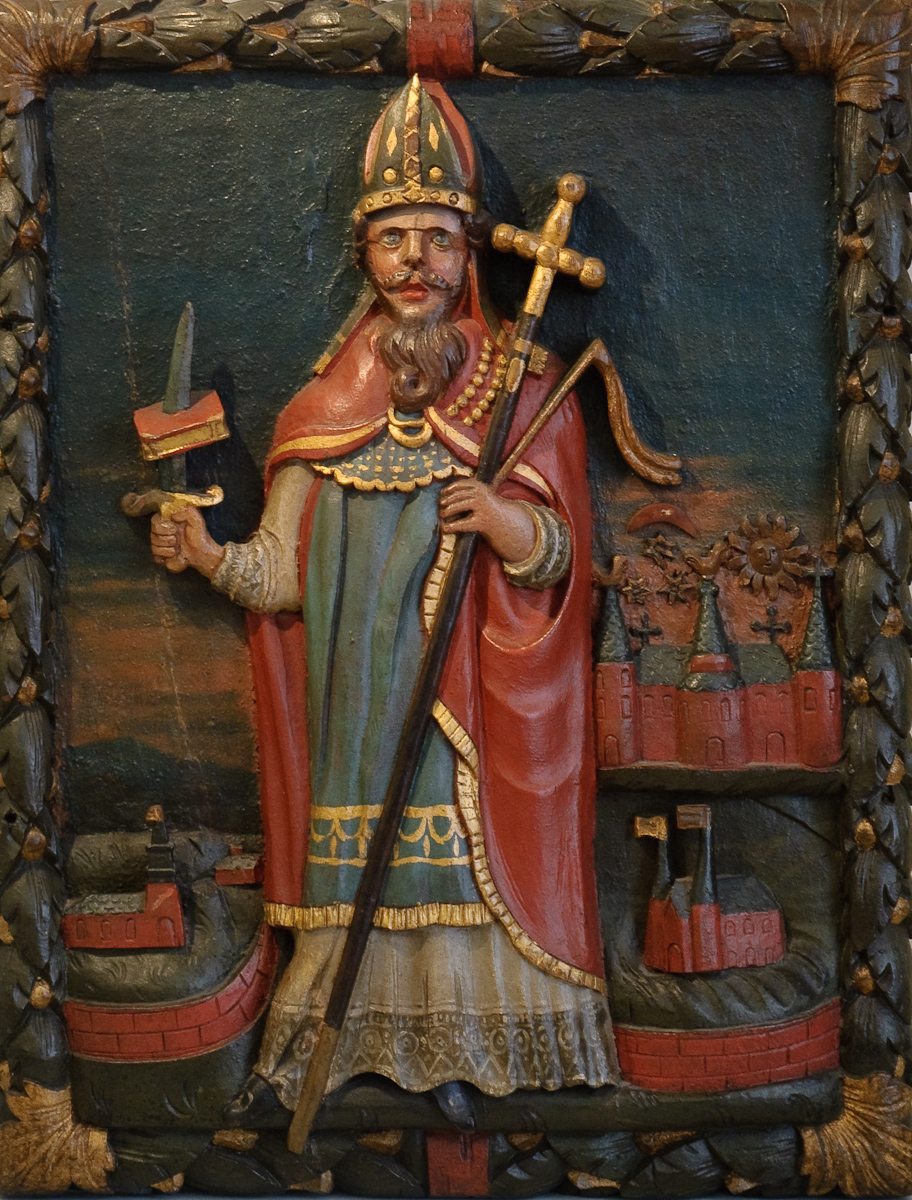
Bonifatius

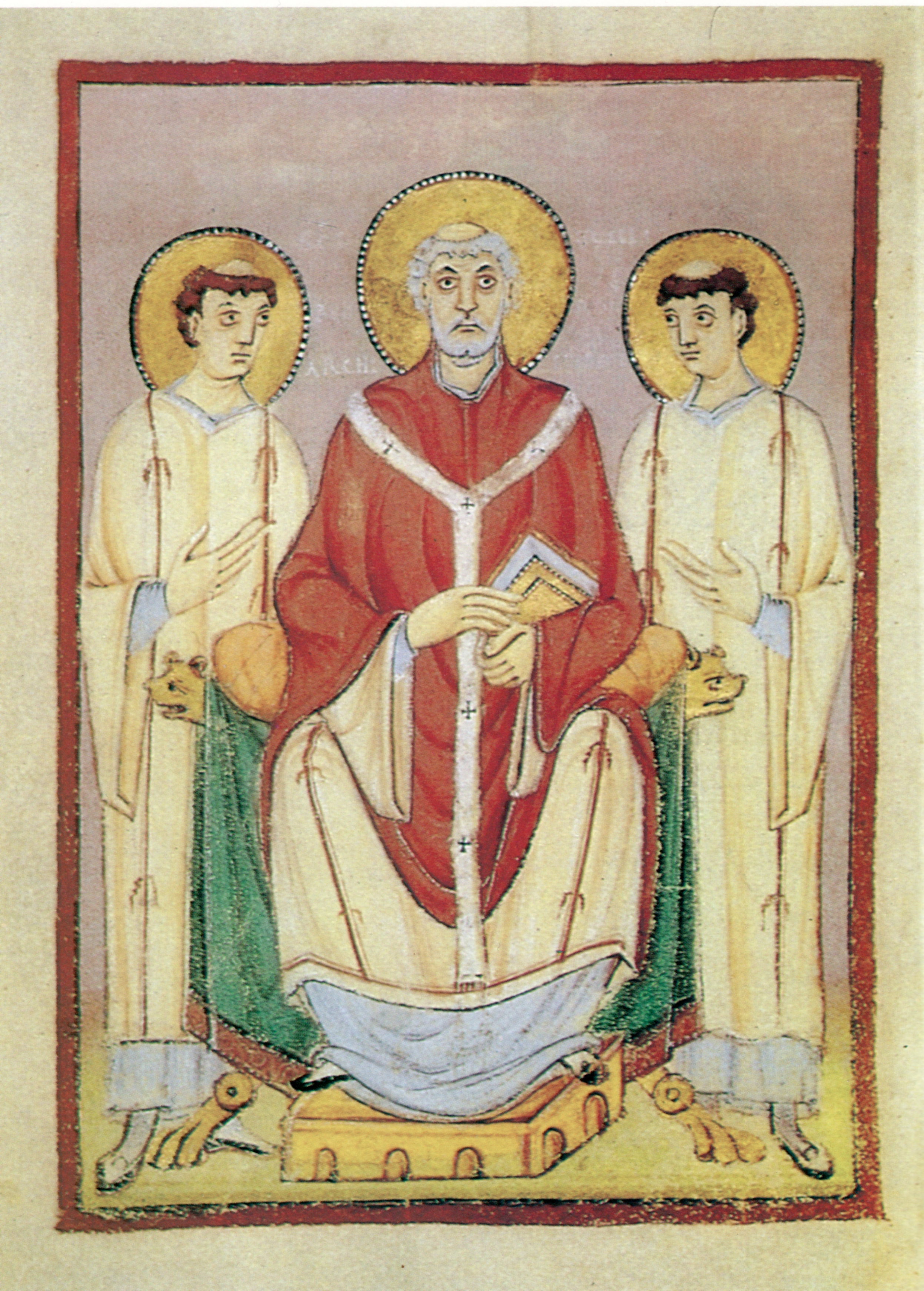
Willibrordus

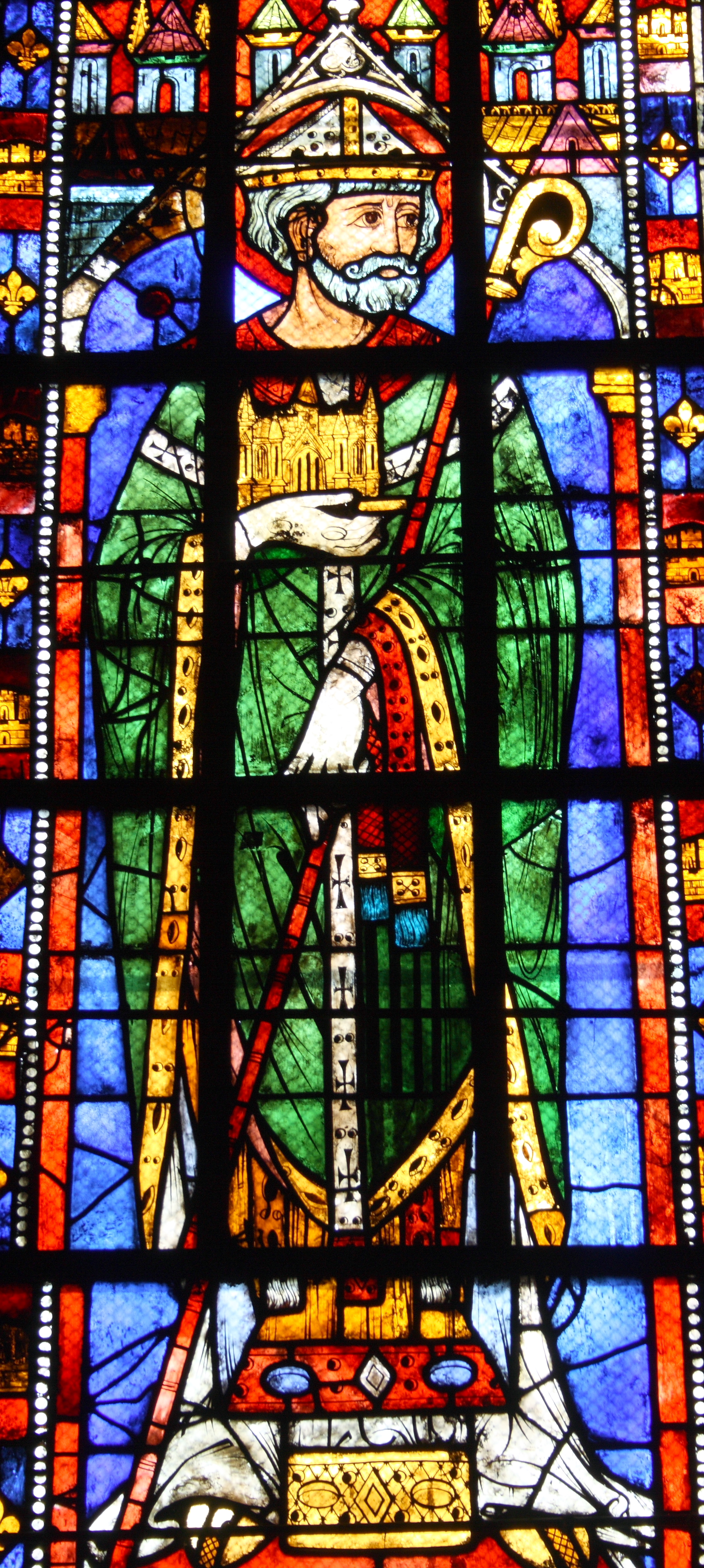
Eligius

Een geloofsverkondiger was een missionaris die het christendom verbreidde in, met name, West-Europese gebieden. Dit proces wordt kerstening genoemd. Het speelde zich af vanaf de nadagen van het Romeinse Rijk tot ver in de 9e eeuw. 
Voorafgaand aan de kerstening werden meestal Germaanse of Romeinse goden aanbeden.
De eerste geloofsverkondigers waren ongetwijfeld de Twaalf Apostelen, en ook Paulus moet worden genoemd.
De West-Europese gebieden werden deels gekerstend door Frankische, en deels door Angelsaksische geestelijken. Gebieden als Scandinavië werden pas omstreeks de 11e eeuw gekerstend. De Oost-Europese gebieden werden gekerstend vanuit Byzantium.
Uiteraard zijn onderstaande lijsten verre van volledig. Ze geven slechts die geloofsverkondigers weer welke in bepaalde gebieden veel vereerd worden. Bovendien ligt de nadruk op de Lage Landen:

## Oost-Europa
In Oost-Europa kunnen worden genoemd:
- Cyrillus van Saloniki (827-869) en Methodius (ongeveer 815-885), geloofsverkondigers bij de Slavische volkeren.

## West-Europa
In West-Europa kunnen worden genoemd:
- Sint-Maarten (316-397), geloofsverkondiger in Gallië (Frankrijk)
- Sint-Patrick (eind 4e eeuw - 461), geloofsverkondiger in Ierland.
- Sint-Eligius (588-660), geloofsverkondiger bij kustvolkeren als Vlamingen en Friezen.
- Sint-Amandus (620-680), geloofsverkondiger in Vlaanderen, Frankrijk en Baskenland
- Suïtbertus (647-713), geloofsverkondiger in het westen van het huidige Duitsland
- Sint-Hubertus (655-727), geloofsverkondiger in Brabant en de Ardennen
- Sint-Adelbert (? -730), geloofsverkondiger onder meer in Holland
- Sint-Willibrord (658-739), geloofsverkondiger in de noordelijke Nederlanden
- Sint-Bonifatius (672-754), geloofsverkondiger in Friesland en Duitsland
- Lebuïnus (8e eeuw), geloofsverkondiger bij de Saksen
- Werenfried van Elst (?-760), geloofsverkondiger in Friesland en de Betuwe
- Willem van Roskilde (? - 1067), geloofsverkondiger in Denemarken